# تنگه کرچ

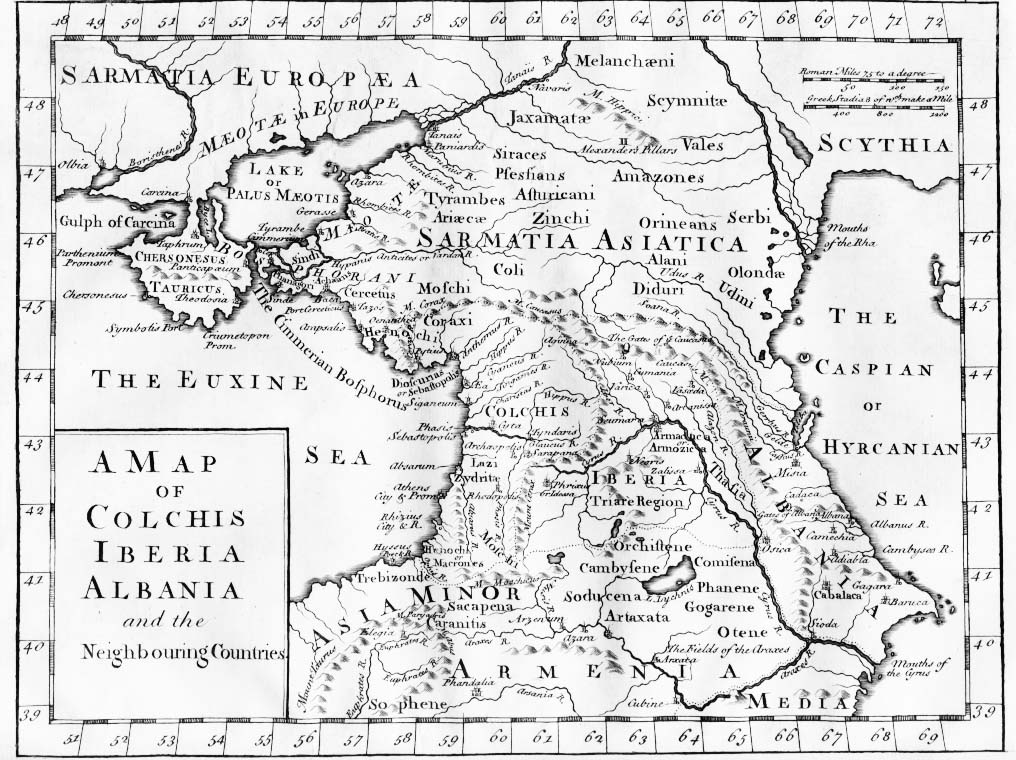
نقشه‌ای تاریخی از سال ۱۷۷۰ که بسفر کریمه را نشان می‌دهد.

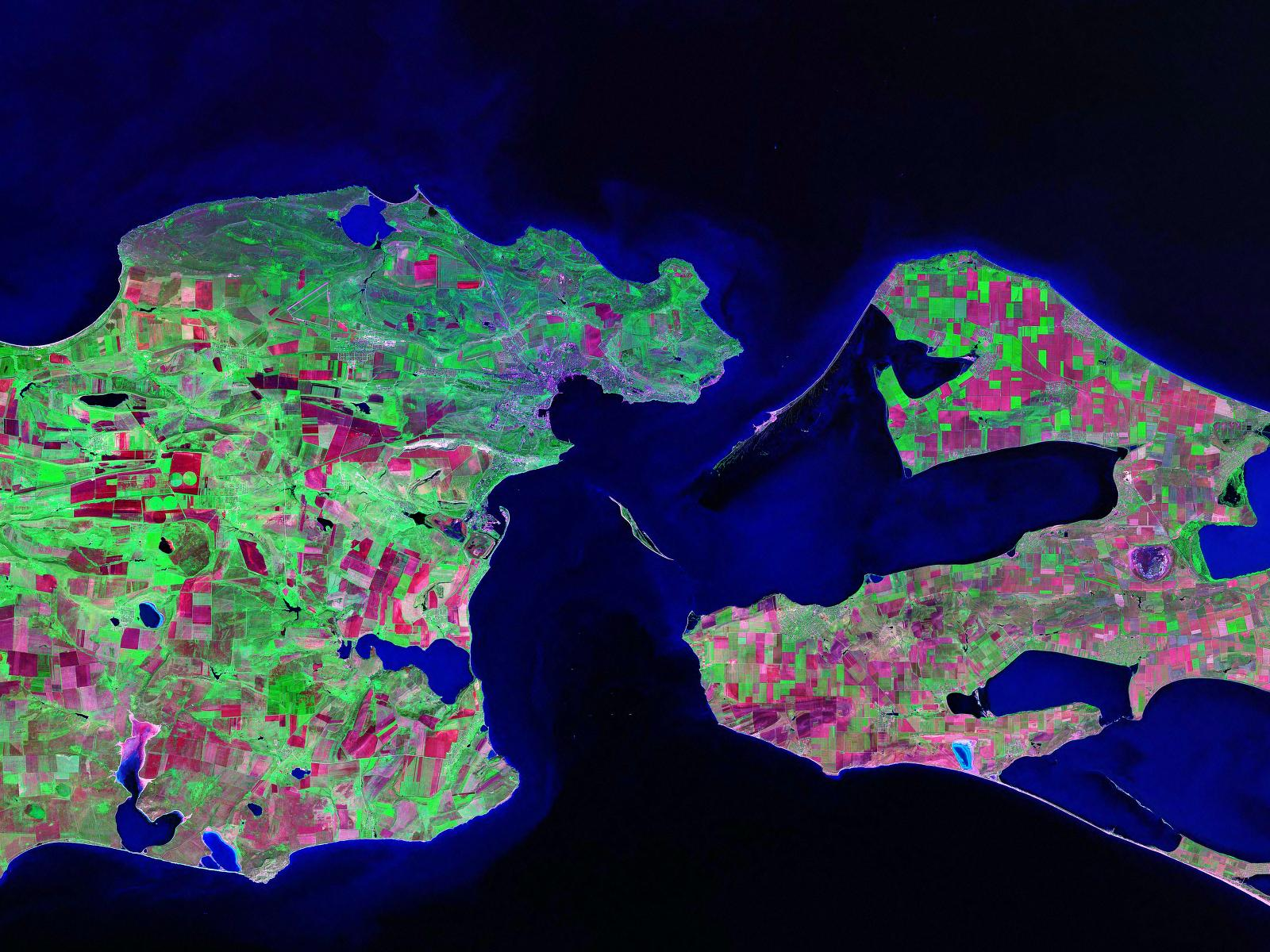
نمای ماهواره‌ای ماهواره لَندسَت

تنگه کِرچ (به روسی: Керченский пролив، به تاتاری کریمه: Keriç boğazı) دریای سیاه را به دریای آزوف پیوند می‌دهد و شبه جزیره کِرچ کریمه را در غرب از شبه‌جزیره تامان در شرق جدا می‌سازد. تنگه ۴٫۵ تا ۱۵ کم (۳-۱۱ مایل) گستردگی و تا ۱۸ م ژرفا دارد. مهم‌ترین بندرگاه آن شهر کرچ است.